# حاخام

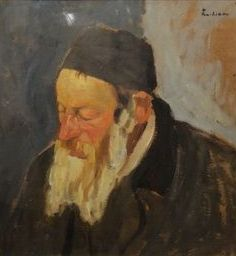
الحاخام موينيتي (Hahamul din Moineşti)، ستيفان لوتشيان ، 1909

الحاخام؛ (بالعبرية: חכם‏) ḥaḵam، "حكيم") هو مصطلح في اليهودية، يعني رجل حكيم أو ماهر؛ غالبًا ما يشير إلى شخص عظيم عالم بالتوراة. ويمكن أن تشير أيضًا إلى أي شخص مثقف ومتعلم: "من قال حكمة يسمى حاخامًا، حتى لو لم يكن يهوديًا". ومن ثم، في الأدب التلمودي - المدراشي، يُطلق على حكماء الأمم عادة اسم hakhmei ummot ha-'olam ("حكماء أمم العالم").

## تسمية
يُذكر الحاخام بعدة تسميات منها، الخاخام أو الهاخام أو الشاكام أو الهاهام أو الحاخ، وهذا قد يعتمد على مسألة النطق، أو لفظ المفردة بين الاشخاص، وقد استخدامها يهود السفارديم، مفردة الحاخام مرادفاً لـ "الرباني".

## عند السفارديم
بين اليهود السفارديم، وخاصة اليهود الإسبان والبرتغاليين، الحاخام هو اللقب الرسمي للحاخام المحلي، ولكن من غير المعروف كم هو قِدم اللقب واستخدامه. يشير شلومو بن اديرت ببعض ردوده للناس مع الحاخام ربي... ، آخرون مرة أخرى مع "larab Rabbi..."، ولكن من الممكن أن كلمة "lehakham " تعني ببساطة "للحكماء".
وعثر على لقب حاخام بين اليهود السفارديم والأشكناز، بما في ذلك الاختلافات مثل الحاخ، الحاخامي، حاخاموفيتش، حاخامشون.

## عند المسلمين
في العالم الإسلامي، غالبًا ما يُطلق على الرباني اسم «الحاخام» لأن استخدام مفردة الرب، ربما تسبب الإساءة بسبب سوء الفهم. وهكذا كان يسمى الحاخام الأكبر للدولة العثمانية حاخام باشي (Hahambaşı).
على الرغم من أن كلمة «الحاخام» مشتقة من الجذر السامي الشائع Ḥ-K-M، إلا أن الحرف الساكن الثاني عادة ما يكتب بالحرف خاء ⟨خ⟩ باللغة العربية وفي اللغات التي تستخدم الحروف العربية لتعكس النطق العبري: حاخام، وهذا المصطلح هو لفظ مشابه للكلمات العربية الحاكم (حاكم، سيد)، أو الحكيم (رجل حكيم).

## اليهودية القرائية
في اليهودية القرائية، يُطلق على الزعماء الروحيين اسم الحاخام لتمييزهم عن نظرائهم الربانيون (أي غير القرائيين).[بحاجة لمصدر] نظرًا لأن اللاهوت القرائي يعتمد على استخدام الأفراد لتحديد تطبيقات قوانين الكتاب المقدس العبري لأنفسهم، فإن دور الحاخام هو أكثر "استشاريًا" من دور الرباني في اليهودية الربانية السائدة.